# Steinkisten von Brackagh
Die beiden neolithischen Steinkisten von Brackagh liegen im Townland Brackagh (irisch An Bhreacach) im County Londonderry (irisch Contae Dhoire) in Nordirland in einem kleinen rechteckigen Steinhügel, der von nur elf Randsteinen eingefasst wird.
Die recht- und die achteckige Steinkiste enthielten Leichenbrand. In der oktogonalen Kiste lag die Asche von zwei Erwachsenen, die auf 2620–2485 v. Chr. datiert wurden. Die rechteckige Kiste enthielt ebenfalls Leichenbrand von zwei Individuen die auf 2485–2342 v. Chr. datiert wurden. Es gab zwar keine Artefakte bei den Bestattungen, aber die Zeitstellung liegt am Übergang zu den Glockenbecherleuten auf der Insel. Damit gehören die Kisten zu den ältesten in Irland, wo mit Eintreffen der Glockenbecherleute der Bau von Steinkisten beginnt.